# Депланація
Депланація (від де … і лат. Planum — площина), явище порушення площинності поперечного перерізу стержня, балки тощо при деформації. Характеризується нерівномірним переміщенням точок, що перетворює площину поперечного перерізу в нелінійну поверхню або сукупність поверхонь. У разі, коли депланація у всіх поперечних перетинах однакова, тоді в них виникають тільки дотичні напруження (т. зв. вільне крутіння). У разі, якщо депланація в різних перетинах різна, то, поряд з дотичними напруженнями в поперечних перетинах стрижня, виникають також нормальні напруги (т. зв. стиснуте крутіння). Вплив депланації враховують в проектуванні конструкцій при аналізі форм перетинів з точки зору зниження параметрів деформування.